# Asphalidesmus
Asphalidesmus är ett släkte av mångfotingar. Asphalidesmus ingår i familjen Dalodesmidae.
Kladogram enligt Catalogue of Life:
| Asphalidesmus | \| \| Asphalidesmus leae \| \| \| \| \| \| Asphalidesmus parvus \| \| \| \| |
|               | \| \| Asphalidesmus leae \| \| \| \| \| \| Asphalidesmus parvus \| \| \| \| |
|               | Asphalidesmus leae                                                          |
|               |                                                                             |
|               | Asphalidesmus parvus                                                        |
|               |                                                                             |